# Ga Galchon
Ga Galchon là ga nằm trên Tuyến Gyeongjeon ở Hàn Quốc.